# Blaž Trupej
Blaž Trupej, slovenski tenisač, * 2. februar 1972, Medvode.
Trupej je za Slovenijo nastopil na Poletnih olimpijskih igrah 1992 v Barceloni, kjer je skupaj z Iztokom Božicem izpadel v prvem krogu dvojic. 